# Antonio José de Sucre en la batalla de Ayacucho
Antonio José de Sucre en la batalla de Ayacucho es un óleo sobre lienzo de obra desconocida realizado en Lima en 1824. Es parte de la colección pictórica del Museo Nacional de Arqueología, Antropología e Historia del Perú (Pueblo Libre, Lima). La pintura retrata al militar Antonio José de Sucre durante la batalla de Ayacucho a finales de la guerra de independencia peruana.